# Narkissos (målning)
Narkissos är en målning från omkring 1597–1599 av den italienske målaren Caravaggio. Den skildrar myten om Narkissos, känd från Ovidius Metamorfoser, en vacker yngling som blir förälskad i sin egen spegelbild och därigenom drivs i döden. Det är ett av mycket få bevarade verk av Caravaggio som har mytologiskt ämne och det enda som utgår från Metamorfoser.
Narkissos är framställd som en samtida romersk pojke, bortkopplad från antikens och mytologins tid. Bildkompositionen är uppbyggd kring en cirkel som bildas av pojkens armar, överkropp och spegelbild. En inre cirkel bildas av hans upplysta knä. Kompositionen har påverkat anatomin och gjort krökningen på pojkens rygg onaturligt lång.
Målningen omnämns inte i några samtida texter som har bevarats. Det är okänt vad dess bakgrund var och huruvida den var ett beställningsarbete. Den kan ha tillkommit under inflytande från poeten Giambattista Marini, som senare skrev flera dikter om Narkissos, och som Caravaggio vid tiden för målningens tillkomst var i kontakt med.
Målningen tillskrevs Caravaggio 1916 av Roberto Longhi. Tillskrivningen har ifrågasatts av flera konsthistoriker, men senare upptäckta dokument pekar mot Caravaggio som upphovsman. Målningen finns på Gallerie nazionali d'arte antica i Rom.